# Prang Laot Ali
Prang Laot Ali is een verzetsstrijder die tijdens de Atjehoorlog samen met Tjoet Nja Dinh streed tegen de Nederlandse bezetting.
Uiteindelijk verraadde hij Tjoet Nja Dinh in 1905.